# Thylactus simulans
Thylactus simulans là một loài bọ cánh cứng trong họ Cerambycidae.